# Ђардинијера Инфериоре (Потенца)
Ђардинијера Инфериоре (итал. Giardiniera Inferiore) је насеље у Италији у округу Потенца, региону Базиликата.
Према процени из 2011. у насељу је живело 163 становника. Насеље се налази на надморској висини од 798 м.